# Superclássico das Américas
Superclássico das Américas ou Copa Dr. Nicolas Leoz, antiga Copa Roca, foi uma competição de futebol instituída em 1914 pelo presidente argentino Julio Argentino Roca e disputada entre as seleções nacionais de Brasil e Argentina. Teve onze edições até 1976, das quais a Seleção Brasileira venceu sete e a Argentina venceu três, além de uma que findou em título para ambas. Foi refundada na década de 2010, com novo nome, em homenagem ao presidente da CONMEBOL, Nicolás Leoz. O Brasil venceu as três edições desta nova fase: 2011, 2012 e 2014.

## História
Interrompida desde 1976, a competição voltou a ser disputada em 2011, após acordo entre a Confederação Brasileira de Futebol e Associação do Futebol Argentino, em jogos de ida e volta na Argentina e no Brasil, com novo nome, em homenagem ao então presidente da Conmebol Nicolás Leoz. Até 2012, apenas jogadores que atuavam nos campeonatos nacionais destes países podiam participar, devido ao fato de os jogos não ocorrerem em datas oficiais da FIFA para jogos internacionais (caso ocorressem, os clubes do exterior seriam obrigados a liberar seus jogadores). Somando ambas as fases, o Brasil venceu o torneio onze vezes, enquanto a Argentina venceu quatro (em 1971, o título foi dividido).

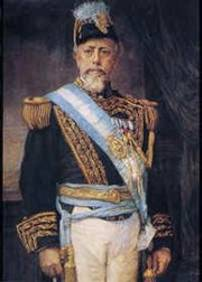
Presidente Julio Argentino Roca.

Na edição de 2012, o jogo de volta na Argentina foi interrompido por falta de luz no estádio da cidade de Resistência. O jogo de ida aconteceu em Goiânia no dia 19 de setembro e o jogo de volta foi adiado por mais de 1 mês. O jogo de volta foi realizado no dia 21 de novembro, no estádio La Bombonera. Em Goiânia, o jogo terminou em 2 a 1 para o Brasil, e o jogo de volta, 2 a 1 para a Argentina, com o placar agregado de 3 a 3. Nas penalidades máximas o Brasil acabou vencendo por 4 a 3. Com esse título, o Brasil se tornou bicampeão do Superclássico das Américas, somando, na época, no agregado com a Copa Roca, 10 taças. Em 2013, atendendo a um pedido do então treinador da Seleção Brasileira, Luiz Felipe Scolari, a competição não foi disputada.
O retorno da competição aconteceu em 2014, na China, no dia 11 de outubro, no Estádio Ninho do Pássaro. Nessa edição, o Brasil mais uma vez saiu vencedor do certame ao bater a Argentina por 2 a 0 em jogo único, estabelecendo, assim, o tricampeonato. Esta foi a última edição do torneio.
Em 2015, a edição estava prevista para acontecer no dia 4 ou 8 de setembro, possivelmente no Canadá. Entretanto, após a prisão dos organizadores do evento nos Estados Unidos, o torneio foi novamente cancelado. Para suprir a ausência do jogo, a Seleção Brasileira enfrentou em amistosos as equipes da Costa Rica e dos Estados Unidos, vencendo as partidas por 1-0 e 4-1, respectivamente. A Argentina, por sua vez, goleou a Bolívia por 7-0 e empatou com o México em 2-2. As quatro partidas ocorreram em solo americano.
O confronto ocorrido em 2017, na Austrália, vencido pela Argentina por 1 a 0, foi apenas um amistoso entre as seleções, não sendo portanto, contabilizado como edição do Superclássico das Américas. Em 2018, Brasil e Argentina disputaram um torneio quadrangular organizado pela Federação de Futebol da Arábia Saudita, denominado de Super Clásico Championship 2018, juntamente com as seleções Saudita e Iraquiana. O Brasil ficou com o título, porém o mesmo não é considerado edição do Superclássico das Américas, por não ter sido organizado pela AFA e CBF. Outra edição do Super Clásico Championship foi feita no ano seguinte, com triunfo argentino.

## Formato
O modo como as edições são disputadas varia de acordo com o interesse da AFA e CBF. Até a edição de 2012, a competição era disputada em dois jogos: um na Argentina e outro no Brasil, ou vice-versa. Tal regra foi, porém, quebrada na edição de 2014, disputada em jogo único, algo que não acontecia desde 1923. Costumeiramente, a equipe que hospeda o primeiro jogo é alternada a cada adição. O local da primeira partida na edição de estreia, em 1914, foi determinado por um sorteio. O país com o maior placar agregado após as duas partidas é o grande campeão, seguido por saldo de gols e pênaltis, se necessário. Os elencos de cada equipe eram, também até 2012, compostos por jogadores de futebol atuando somente na Liga Brasileira ou Argentina.
Na edição de 2014, disputada em partida única na China, o formato da competição foi reformulado, permitindo a participação de futebolistas renomados como Neymar e Messi. Outra mudança dessa edição foi a inserção da competição no calendário oficial da FIFA de jogos para as seleções.

## Campeões
| Seleção   | Títulos                                                               |
| --------- | --------------------------------------------------------------------- |
| Brasil    | 11 (1914, 1922, 1945, 1957, 1960, 1963, 1971, 1976, 2011, 2012, 2014) |
| Argentina | 4 (1923, 1939-40, 1940, 1971)                                         |

No ano de 1939 e 1940 soma-se apenas um título pelo fato da competição ter acontecido nas respectivas datas, 15 e 22 de janeiro de 1939 e 18 e 25 de fevereiro de 1940.
O regulamento previa dois jogos; a equipe com o maior número de vitórias se sagrava campeã. Como os dois jogos terminaram com uma vitória para cada lado, foi feito um terceiro jogo de desempate, que terminou empatado em seu tempo regulamentar. Este jogo contou com prorrogação, porém ainda assim o placar permaneceu um empate, forçando a existência de um segundo jogo de desempate, que culminou com a vitória argentina, tornando assim a seleção Argentina como campeã da copa Roca de 1939-1940.

## Artilheiros por edição
| Ano     | Seleção   | Jogador             | Clube             | Gols |
| ------- | --------- | ------------------- | ----------------- | ---- |
| 1914*   | Brasil    | Rubens Sales        | Paulistano        | 1    |
| 1922*   | Brasil    | Alberto Gambarotta  | Corinthians       | 2    |
| 1923*   | Argentina | Domingo Tarasconi   | Boca Juniors      | 1    |
| 1923*   | Brasil    | Dino (gol contra)   | Flamengo          | 1    |
| 1939/40 | Brasil    | Leônidas da Silva   | Flamengo          | 4    |
| 1940    | Argentina | Carlos Peucelle     | River Plate       | 4    |
| 1940    | Argentina | Herminio Masantonio | Huracán           | 4    |
| 1940    | Argentina | Emilio Baldonedo    | Huracán           | 4    |
| 1945    | Brasil    | Ademir Menezes      | Vasco da Gama     | 3    |
| 1957    | Brasil    | Pelé                | Santos            | 2    |
| 1960    | Brasil    | Delém               | Vasco da Gama     | 3    |
| 1963    | Brasil    | Pelé                | Santos            | 3    |
| 1971    | Brasil    | Paulo Cézar Caju    | Botafogo          | 2    |
| 1971    | Argentina | Rodolfo Fischer     | San Lorenzo       | 2    |
| 1976    | Brasil    | Lula                | Internacional     | 2    |
| 2011    | Brasil    | Lucas               | São Paulo         | 1    |
| 2011    | Brasil    | Neymar              | Santos            | 1    |
| 2012    | Argentina | Ignacio Scocco      | Newell's Old Boys | 2    |
| 2014*   | Brasil    | Diego Tardelli      | Atlético Mineiro  | 2    |

* Edições disputadas em jogo único.

## Líder de Assistências por edição
[carece de fontes?]
| Ano     | Seleção   | Jogador               | Clube              | Assistências |
| ------- | --------- | --------------------- | ------------------ | ------------ |
| 1922*   | Brasil    | Brasileiro            | Minas Gerais       | 2            |
| 1923*   | Argentina | Cesáreo Onzari        | Huracán            | 1            |
| 1939-40 | Argentina | Antonio Sastre        | Independiente      | 2            |
| 1939-40 | Argentina | Enrique García        | Racing Club        | 2            |
| 1939-40 | Argentina | Carlos Peucelle       | River Plate        | 2            |
| 1940    | Argentina | Antonio Sastre        | Independiente      | 3            |
| 1940    | Argentina | Enrique García        | Racing Club        | 3            |
| 1945    | Brasil    | Ademir Menezes        | Vasco da Gama      | 3            |
| 1957    | Argentina | José Herrera          | San Lorenzo        | 1            |
| 1957    | Argentina | Antonio Garabal       | Español            | 1            |
| 1957    | Brasil    | Tite                  | Santos             | 1            |
| 1957    | Brasil    | José João Altafini    | Palmeiras          | 1            |
| 1960    | Argentina | Martín Pando          | Argentinos Juniors | 2            |
| 1963    | Brasil    | Pelé                  | Santos             | 2            |
| 1963    | Argentina | Ernesto Juárez        | Huracán            | 2            |
| 1971    | Argentina | Miguel Ángel Brindisi | Huracán            | 2            |
| 1976    | Brasil    | Marinho Chagas        | Botafogo           | 1            |
| 1976    | Brasil    | Orlando Lelé          | America            | 1            |
| 2011    | Brasil    | Danilo                | Santos             | 1            |
| 2011    | Brasil    | Diego Souza           | Vasco da Gama      | 1            |
| 2012    | Brasil    | Jean                  | Fluminense         | 1            |
| 2012    | Brasil    | Neymar                | Santos             | 1            |
| 2012    | Argentina | Clemente Rodríguez    | Boca Juniors       | 1            |
| 2012    | Argentina | Walter Montillo       | Cruzeiro           | 1            |
| 2014*   | Brasil    | David Luiz            | Chelsea            | 1            |

* Edições disputadas em jogo único.

## Estatísticas
| Estatísticas                 | Geral       | Copa Roca   | Superclássico     |
| ---------------------------- | ----------- | ----------- | ----------------- |
| Número de jogos              | 28          | 23          | 5                 |
| Edições                      | 14          | 11          | 3                 |
| Títulos da Argentina         | 4           | 4           | 0                 |
| Títulos do Brasil            | 11          | 8           | 3                 |
| Vitórias da Argentina        | 10          | 9           | 1                 |
| Vitórias do Brasil           | 14          | 11          | 3                 |
| Empates                      | 4           | 3           | 1                 |
| Gols                         | 110         | 100         | 10                |
| Gols marcados pela Argentina | 54          | 51          | 3                 |
| Gols marcados pelo Brasil    | 56          | 49          | 7                 |
| Maior diferença da Argentina | 1940: 6 – 1 | 1940: 6 – 1 | 2012: 2 – 1       |
| Maior diferença do Brasil    | 1945: 6 – 2 | 1945: 6 – 2 | 2011; 2014: 2 – 0 |

## Super Clásico Championship

### Artilheiros por edição
| Ano  | Seleção   | Jogador      | Clube          | Gols |
| ---- | --------- | ------------ | -------------- | ---- |
| 2018 | Brasil    | Miranda      | Internazionale | 1    |
| 2019 | Argentina | Lionel Messi | Barcelona      | 1    |